# Merevlemez

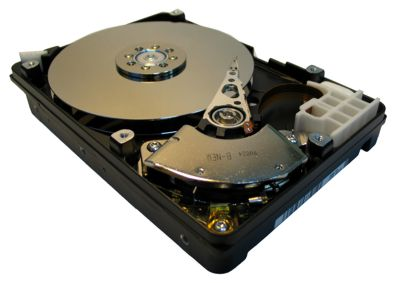
A merevlemez belseje

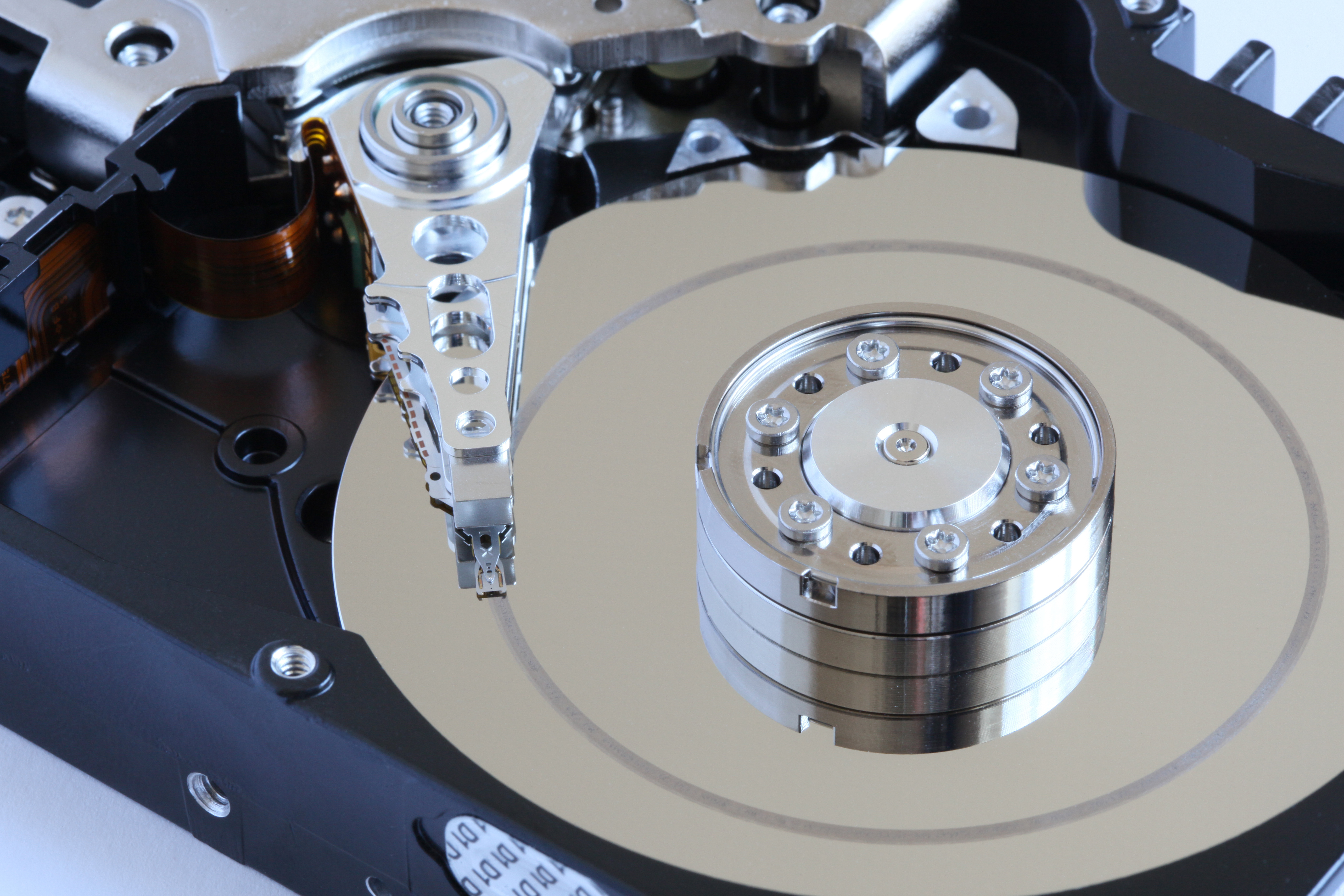
A merevlemez meghibásodott, látható a lemezhez érő író/olvasó feje által okozott, nagy tömegű adatvesztéssel járó kopás

A merevlemez (angolul hard disk drive, rövidítése HDD) egy számítástechnikai adattároló berendezés. Az adatokat kettes számrendszerben, mágnesezhető réteggel bevont, forgó lemezeken tárolja.
Maga az elnevezés retronima, ugyanis ezt az adattároló berendezést csak a floppy disk (hajlékonylemez) megjelenése óta nevezik így.

## Működési elve
A merevlemez (az egykori angol elnevezés alapján winchester) az adatokat mágnesezhető réteggel bevont lemezeken tárolja, melyet a forgó lemez fölött mozgó író/olvasó fej ír vagy olvas. A lemezek állandóan forognak, forgási sebességüket rpm-ben adják meg (Revolutions Per Minute, azaz percenkénti fordulatszám, „fordulat per perc”). Ez általában 5400–7200, de léteznek 10 000–15 000 rpm-es modellek is. A fej körülbelül 1 (Hitachi, régebben IBM meghajtókban 0,19) nanométeres légpárnán repül a lemez felett, ezért egy apró porszem is tönkreteheti azt. Összeszerelésük ezért speciális körülmények között, pormentes üzemcsarnokban, úgynevezett tisztatérben történik.

## Felépítése
Egy winchesterben több lemez is lehet, közös tengelyen, és jellemzően a lemez(ek) mindkét oldalát használják adattárolásra, így a lemezekhez általában két fej tartozik: alul-felül egy. Mivel az azonos fej- és lemezszámú meghajtók kapacitása eltérő lehet, a végleges kapacitást és az adattárolásra használt területeket a gyártás során úgynevezett szervóírással alakítják ki.
A HDD-beli lemezeket azonos központú, különböző sugarú körök tagolják, ezeket sávoknak (trackeknek) nevezzük. A sávok azonosítása számokkal történik, a legkülső sáv a 0-s sorszámú. Azokat a sávokat, melyek egymás alatt helyezkednek el, együttvéve cilindernek nevezzük (am. 'henger'). A sávokat tovább lehet bontani ún. szektorokra. Ezeket is sorszámozzák, ezek eggyel kezdődnek. A HDD gyártás során kialakított szektorokat a meghajtó formázása közben csoportosíthatjuk, így alakíthatunk ki helyfoglalási egységeket, azaz clustereket. A cluster állhat egyetlen szektorból, de merevlemezen jellemzően több szektor együttese alkotja, 4, 8, 16, 32, 64 vagy 128 darab, így a mérete maximum 64 KiB. Egy cluster csak egy fájlhoz tartozhat. Ha a fájl utolsó clustere nem íródott tele, a fennmaradó üres rész elvész. Ezért nevezhetjük az operációs rendszer számára legkisebb címezhető egységnek a HDD-ben.

## A merevlemez főbb tulajdonságai
- Tárolókapacitás: megadja, hogy mennyi adat fér rá: kezdetekben csak pár megabájt volt, manapság már 500 GB – 16 TB között mozog.
- Írási és olvasási sebesség: ezt nagyban befolyásolja a lemez forgási sebessége, amely jellemzően 5400, 7200, 10 000 vagy 15 000 fordulat/perc (rpm), illetve az adatsűrűség. A merevlemez átviteli sebességének növelésének érdekében beépítenek egy gyorsítótárat (cache-t). Mivel általában szekvenciális írásról és olvasásról van szó, a merevlemez elektronikája a gyorsítótárba gyűjtögeti a kiírandó adatokat, majd ha elegendő összegyűlt, egyszerre kiírja a lemezre. Olvasásnál a lemezről többet beolvas, mint amennyire szükség van az adott pillanatban, arra a statisztikai tényre építve, hogy „úgyis kérni fogjuk az utána lévő adatokat” (előreolvasás). Nem kevésbé fontos szerepe még, hogy a csatolófelület felé szakaszosan is, de állandó sebességgel küldje és fogadja az adatokat. A gyorsítótárnak köszönhetően a HDD elérési ideje lényegesen lecsökken. A gyorsítótár lehetőségeinek kihasználása érdekében a nagyobb adatsűrűségű tárolókhoz nagyobb méretű szokott lenni. Régebben 2, 4, 8 MiB-os, manapság a nagyobb kapacitású HDD-k mellé 16, 32, 64, 128 vagy 256 MiB-os gyorsítótárat szoktak rakni.
- Csatolófelület: ezen keresztül történik az adatátvitel, több fajta létezik: ATA (PATA), SATA (SATA I, SATA II, SATA III), SCSI, SAS (Serial Attached SCSI), FC (Fiber Channel).

## Egyéb kapcsolódó fogalmak

Csak három gyártó maradt világszerte

Particionálás: a merevlemezt particionálással több logikai meghajtóra oszthatjuk fel. Ezek a partíciók fizikailag egy lemezen vannak, azonban az operációs rendszer több meghajtóként érzékeli és kezeli őket. Tehát a partíció a merevlemez egy logikailag különálló darabja, melyet az adatok szervezésére használunk. A particionálás műveletét a rendszerprogram telepítése kezdetén szokták végrehajtani.
Formatálás: ahhoz, hogy a mágneslemezeken lévő mágneses réteg alkalmas legyen adatok tárolására, létre kell hozni a tároláshoz szükséges rendszert. Ezt formatálásnak vagy formázásnak nevezzük. Formatáláskor jönnek létre a sávok, szektorok. A formatálást egy bizonyos partícióra hajtjuk végre. Formatáláskor az adott partíción lévő fájlok törlődnek, bár egyes technikákkal visszaállíthatóak.
Fájlrendszer: ahhoz, hogy fájlokat tároljunk egy merevlemezen, a PC-nek fájlrendszerre van szüksége, amely megadja a fájl nevét, helyét. Hasonlít egy katalógusra. Minden partíciónak megvan a saját személyi katalógusa, az állománykiosztási tábla (File Allocation Table, FAT vagy Master File Table, (MFT)). A PC-ken a legkorábbi fájlrendszer a FAT16 volt, még DOS operációs rendszer alá. Ezt követte a FAT32, ez a Windows 95, Windows 98 fájlrendszere volt, ezt pedig az NTFS (New Technology File System) követte. Ez a Windows NT-alapú rendszerek fájlrendszere: a Windows 2000-é, a Windows XP-é, a Windows Server 2003-é, illetve a Windows Vistáé.
Unix és Linux operációs rendszerek alatt ettől eltérő fájlrendszereket használnak.
A FAT fájlrendszerek hátránya az NTFS-szel szemben, hogy egy fájl mérete maximum 4 GB lehet.
Töredezettség: a HDD-n lévő fájlok egy idő után logikailag töredezetté válnak. Oka az, hogy a merevlemez nem tud egy szektornál kisebb egységet címezni, így amikor ír egy fájlt, és az nem tölti be teljesen a szektort, kihasználatlan hely keletkezik. A merevlemez lassulását az okozza, hogy amikor ír egy adott információt, de a következő szektor foglalt, akkor ettől a szektortól egy távolabbi üres szektorba kell raknia a fájl további részét – az író/olvasó fejnek mozognia kell, hogy elérje – és ez lassabb elérési időt okoz. Ezt az állapotot töredezettségnek vagy fragmentáltságnak nevezzük. Ezt különböző szoftverek segítségével, töredezettségmentesítő, defragmentáló programokkal könnyen lehet orvosolni.
Több merevlemez használata: ha több merevlemezünk is van egy csatornán, akkor be kell állítani, hogy melyik legyen az elsődleges (master), és melyik legyen a másodlagos (slave, azaz a kiszolgáló). Jellemzően a masteren van a boot szektor, az a szektor, ami az operációs rendszer betöltését szolgálja.
Merevlemez mobilitása: a merevlemez mobilitását több módon próbálták elérni:
- Egyfajta megoldás a külső merevlemez, melynek kulturált külső borítása van, valamint a számítógép általános célú interfészei közül valamelyikre csatlakoztatható (eSATA, USB, párhuzamos port, SCSI-port, FireWire port). A külső merevlemez valamivel drágább, és csatlakozástól függően általában lassabb is, mint a belső. A merevlemezek közül már gyártanak strapabíróbbakat is: gumiburkolattal, és ezek kisebb ütődéseket is kibírnak.
- A másik megoldás a mobilrack: ekkor a merevlemez könnyen kihúzható a gépből, és átvihető másikba, és sebességbeli csökkenés sincs. Ez notebookoknál nem alkalmazható.

Biztonság: a merevlemez ugyan viszonylag hosszú élettartamú eszköz, ám meghibásodások itt is előfordulhatnak: a biztonságra megoldás a HDD-k RAID-be szervezése. Az adatvesztés előrejelzésére több technikát is kifejlesztettek: egy ilyen például a SMART is.
Alkalmazásuk: az 5400 fordulatos merevlemez jellemzően 2,5 hüvelykes méretben kerül piacra, és általában notebookokban alkalmazzák alacsony fogyasztása miatt, illetve külső rackekben csekély fizikai mérete és elhanyagolható tömege miatt. A 7200 rpm-es lemezek általában 3,5 colos méretben képviseltetik magukat az asztali gépekben, illetve merevlemezes DVD-írókban. A 10 000 fordulatos HDD-k többsége SCSI vagy Fibre Channel csatolóval kapható, szintén 3,5 colos méretben. Gyorsasága, megbízhatósága és nem utolsósorban ára miatt leginkább a szerverpiacon alkalmazzák, valamint nagy adatbiztonságot igénylő rendszerekben (leginkább RAID tömbként). A merevlemezek ATA, SATA, SCSI, SAS vagy Fibre Channel csatlakozó porttal készülnek.

## A HDD-k jelene
Az informatika fejlődésével elavulttá vált merevlemezt a 2010-es években a sokkal gyorsabb, kisebb fogyasztású és fokozatosan növekvő kapacitású SSD meghajtók szorították ki. (Kezdetben több merevlemezgyártó a hibrid merevlemezek bevezetését tervezte, amelyek ötvözték volna a két háttértár technológia előnyeit. Az SSD-k hátránya eleinte a rövidebb élettartam volt.)

## Magyar ésKGSTvonatkozások

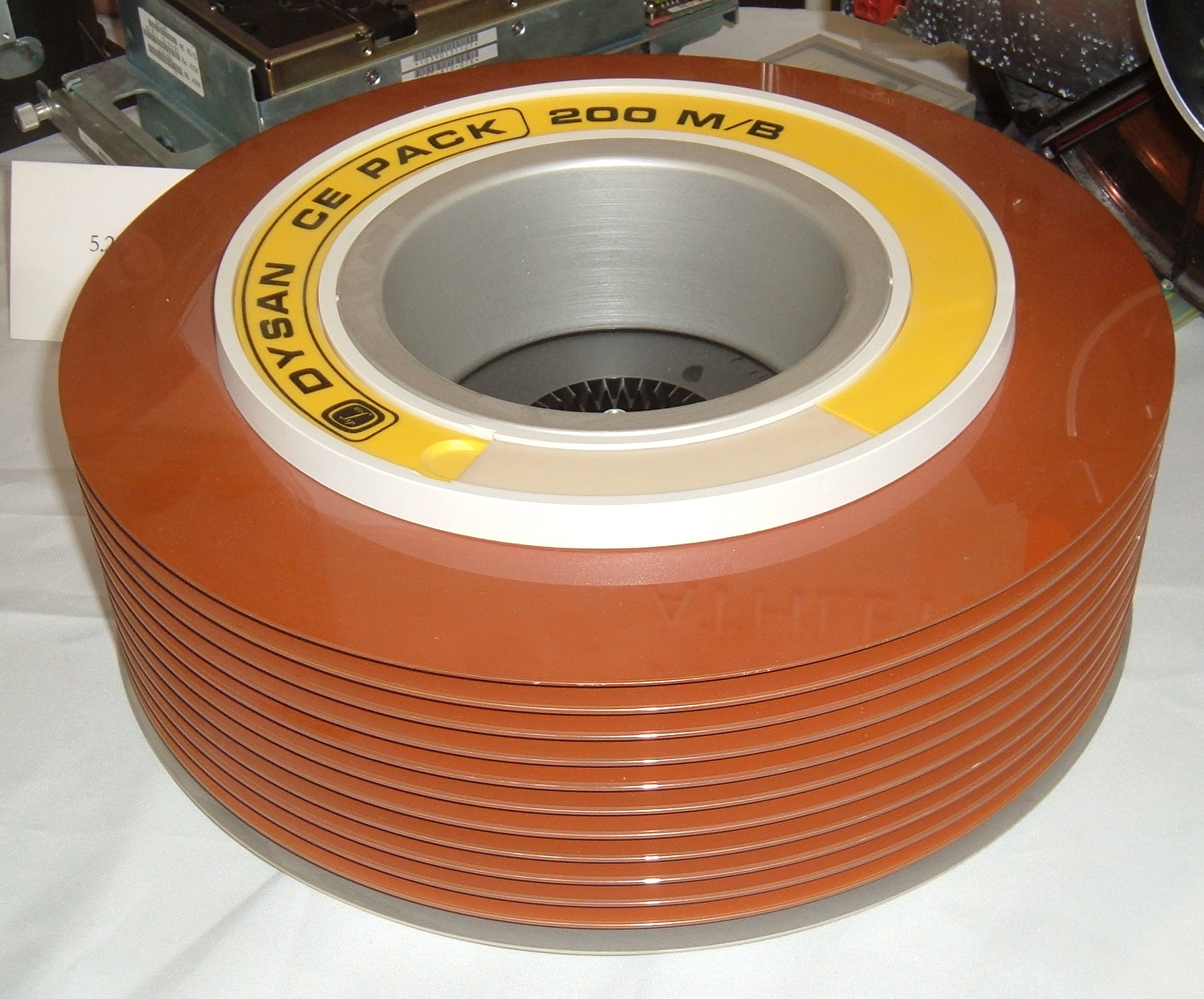
Merevlemez cserélhető adattárolója az 1970-es évekből, 11 közös tengelyen levő lemez. Az író-olvasó szerkezet az itt nem látható tárolóegységben van.

A Kádár-korszakban, a hatvanas évek végére az érintett vállalatok „lobbizása” és felső szintű döntések eredményeképpen kialakult a számítógépes iparág kezdetleges hazai szerkezete. A vezető szerep az iparvállalati kategóriában a Videotonnak jutott. Háttérbe szorult, csak epizódszereplő lett többek között az Orion, az EMG és a Telefongyár is. A Videoton önálló fejlesztő vállalatot is létrehozott, de komoly szerep jutott a kutatóintézeteknek (a KFKI, az SZKI és a SZTAKI) is. A perifériagyártás meghatározója a Magyar Optikai Művek lett. A MOM kezdte el gyártani a francia, SAGEM gyár licence alapján a DISCMOM nevű merevlemezes háttértárolót, amely méretét tekintve nem emlékeztetett a ma ismert winchesterre. Az első szériák kapacitása mindössze 0,8 MB volt. A készülék elektronikáját a BRG gyártotta. A több mint másfél évtizedes gyártás, fejlesztés csúcseredménye az 5 MB kapacitás elérése volt. A MOM-nak komoly finommechanika és vegyi kikészítői tapasztalat birtokában sem sikerült biztonságosan kiváltani a mágnes lemezek gyártását. A vállalat a nyolcvanas években elkezdte a winchesterek fejlesztését is. Ezekkel azonban csak a prototípusig, illetve a nullszériáig jutott, a sorozatgyártás a cég felszámolása miatt már nem indulhatott meg. A kötegelt, cserélhető merevlemezes tárolók gyártása a KGST munkamegosztásban Bulgáriának jutott.
Érdekesség, hogy bár a 'winchester' megnevezés az IBM 3340  eltűnésével az angolszász és más országok informatikai szakzsargonából teljesen kikopott, a magyar IT szóhasználatban még mind a mai napig egyet jelent a merevlemez fogalmával.